# Nuceria Alfaterna
(Valerio Massimo, Factorum et dictorum memorabilium libri IX, IX, 6)
Nuceria Alfaterna (in osco Nuvkrinum Alafaternum, in latino Nuceria, in greco Νουκρία talvolta Νουκερία) è stata una città sorta nel VI secolo a.C. sul luogo degli attuali comuni di Nocera Superiore e Nocera Inferiore, in Campania.
La città era considerata una delle più grandi della Campania antica. Fondata dalle popolazioni autoctone della valle (Osci) grazie a un considerevole intervento delle popolazioni etrusche stanziate in Campania, è stata una città sannita e poi romana.

## Storia

### Le origini
Secondo le fonti, la città di Nuceria sarebbe stata fondata dalle popolazioni che abitavano la valle del Sarno. Stando all'antica denominazione del fiume Sarno, il Sarro, queste genti furono chiamate sarrasti. 
Intorno alla fine del VII secolo, gli abitanti della valle abbandonarono i propri villaggi e furono spinti dall'arrivo degli etruschi a realizzare dei veri e propri insediamenti urbani. L'espansione degli etruschi in Campania è un fenomeno noto che spinse alla urbanizzazione del territorio e alla creazione dei nuclei di importanti città in modo sia diretto, Capua e Piacentia, che come derivazione (Nola, Pompei, Nuceria e le altre che, già in antichità, formavano la cosiddetta Etruria campana).
Per l'area della valle del Sarno, una testimonianza preziosa relativa a questo fenomeno arriva dagli scavi effettuati nella località Longola (presso Poggiomarino). Tra il 2000 e il 2002 sono emersi i primi resti di un villaggio realizzato su isolotti artificiali che ha avuto un ciclo di vita tra la media media età del Bronzo e la seconda età del Ferro/Periodo orientalizzante (metà VIII secolo, inizio VII secolo a.C.). L'ultimo periodo di questa fase di sviluppo è caratterizzata, per l'Agro nocerino-sarnese dalla Cultura delle tombe a fossa, una facies archeologica conosciuta grazie alle necropoli individuate presso i comuni di San Marzano sul Sarno e San Valentino Torio.
Le ultime fasi del villaggio di Poggiomarino vedono la comparsa delle produzioni ceramiche in bucchero, segno dell'espansione (inizialmente commerciale) delle componenti di carattere etrusco nelle evidenze archeologiche tra le popolazioni autoctone del Sarno. L'abbandono dell'insediamento di Longola, avvenuto intorno al VII secolo a.C. coincide con la nascita dei primi insediamenti urbani della valle: Pompei e Nocera. 
Il primo insediamento nocerino nacque dal sinecismo di diversi villaggi sparsi nell'attuale Agro nocerino-sarnese, grazie al fenomeno di aggregamento e urbanizzazione determinati dalla spinta delle popolazioni etrusche già presenti in Campania. L'arrivo di queste popolazioni è dimostrato dalle necropoli più antiche del nuovo insediamento (VI secolo a.C.) che appaiono di derivazione etrusca. 
Circa la denominazione del primo insediamento è stato recentemente proposta l'associazione con la città di Hyria). 
L'espansione etrusca in Campania fu determinata da un periodo di instabilità che determinò in più di uno scontro con l'altra popolazione egemone della regione, i greci stanziati lungo le aree costiere e insulari (soprattutto Golfo di Napoli e Valle del Sele). I conflitti sfociarono nelle due battaglie di Cuma. La prima ebbe luogo nel 524 a.C. e la seconda, particolarmente aspra, nel 474 a.C.. Il conflitto del V secolo a.C. vide arrivare in soccorso dei greci italioti della Campania i sicelioti di Siracusa. La guerra si conclude con una nuova sconfitta degli etruschi (che erano stati battuti dai greci anche durante il primo evento bellico). Le ripercussioni della seconda battaglia di Cuma furono risolutive per il popolo italico, che perse definitivamente il ruolo egemone nella Campania. Da quel momento, la regione passò in gran parte sotto il controllo politico della fazione italiota.

### Il periodo sannita: Nuceria Alfaterna
Tra la fine del V secolo e l'inizio del IV secolo a.C., approfittando di un momento di crisi dell'ambiente greco, alcune popolazioni delle aree interne della Campania e della Lucania presero il sopravvento, conquistando le città (come accade a Nola, Capua, Pompei e Nuceria, dove arrivarono i sanniti e, più a sud, a Poseidonia che fu presa dai lucani).
Sotto la spinta della nuova popolazione, l'insediamento nocerino crebbe d'importanza fino ad arrivare a battere moneta. Grazie alla produzione numismatica (si veda anche monetazione di Nuceria Alfaterna), è stato possibile conoscere il primo nome dalla città: Nuvkrinum Alafaternum. Il toponimo, che significa letteralmente "Nuova Rocca della tribù [sannita] degli alfaterni", fa chiaramente riferimento alla ricostruzione della città sulle rovine dell'insediamento precedente (questo rinnovamento è dimostrabile anche per Nola il cui toponimo antico "Nuvla" è tradotto come "Nuova città" e a Poseidonia, che i lucani chiamano "Paistom" e diventò la Paestum dei Romani). 
Fu durante il periodo sannita che Nuvkrinum si attesta come una delle più importanti città dell'antica Campania. Secondo una vecchia teoria, divenne capitale di una confederazione (Lega Nucerina) che comprendeva Pompei, Ercolano, Stabia. Lo sviluppo della città prima sannita e poi romana fu agevolato dal passaggio di importanti vie di comunicazione, quali la via Stabiana (verso Stabia), la via Nuceria da Pompei e la Via Popilia, tra Capua e Reggio.
Nuvkrinum fu ostile ai Romani durante la seconda guerra sannitica. Dopo la sconfitta, divenne alleata di Roma nel 307 a.C. Nel 216 a.C. fu assediata e distrutta da Annibale proprio per la sua fedeltà ai romani. Alla fine della guerra fu ricompensata con una completa ricostruzione. Nel 210 a.C., poiché gli abitanti di Nuceria e Acerra si lamentavano di non sapere dove andare a vivere, in quanto Acerra era stata in parte incendiata e Nuceria completamente distrutta, essi furono inviati dal proconsole Fulvio Flacco al Senato di Roma a fare le loro rimostranze. Ai primi, gli Acerrani, venne concesso di ricostruire gli edifici incendiati; ai Nucerini si permise loro di trasferirsi ad Atella, mentre agli Atellani fu imposto di spostarsi a Calatia. Fu ancora saccheggiata durante la guerra sociale (Appiano, Bellum Civile) a seguito della quale ottenne la cittadinanza romana, inserita nella tribù Menenia.
Durante la fase sannita la città si dota di importanti strutture pubbliche come le mura, che ne delimitano un impianto urbano rettangolare di 1,2 km per 1 km.

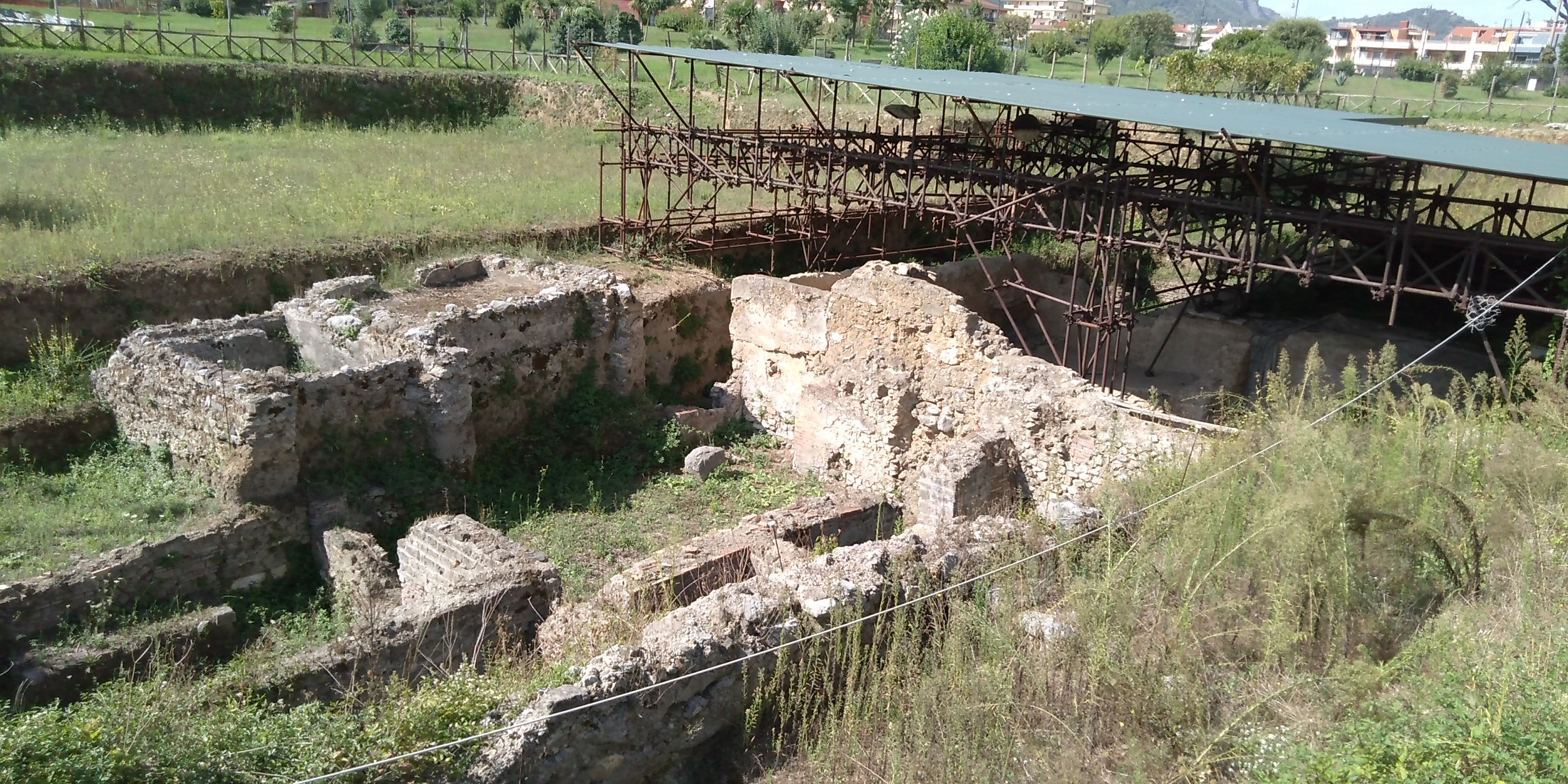
Resti delle terme, oggi parte del parco archeologico

### Il periodo romano: Nuceria Constantia
All'indomani della seconda guerra punica la città di Nuceria entra definitivamente in orbita romana. La città vive momenti di relativa pace finché le campagne vengono nuovamente devastate dagli sviluppi della Guerra Sociale (91-88 a.C.) (il generale sannita Gaio Papio Mutilo volle punirla per il suo schieramento dalla parte della Repubblica romana). Quando Lucio Cornelio Silla prevalse nella Guerra Sociale, i Romani penetrarono definitivamente nella valle del Sarno. Silla conquistò Pompei e elargì terre ai veterani che avevano combattuto al suo fianco. Le campagne del circondario vennero così divise tra le centurie romane ed affidate alla cura delle famiglie che vi si trasferirono.
Intorno al 132 a.C., la costruzione della via Popilia, favorì lo sviluppo economico e il commercio di tutta la parte dell'agro nocerino da essa attraversata, lungo un percorso il cui terreno fu via via fortemente caratterizzato dalle centuriazioni.
Intorno al 73 a.C. il diffuso malcontento dovuto allo strapotere romano fece scoppiare la rivolta dei gladiatori che, partita da Capua, si trasformò nella più estesa rivolta servile. Capo di questi schiavi e gladiatori fu Spartaco e a lui si aggregarono anche tutti quegli uomini del territorio nocerino e nolano i cui poderi e campi erano stati espropriati per passare in proprietà ai legionari di Silla, esasperati dallo stato di povertà in cui erano piombati. Durante la successiva terza guerra servile (73-71 a.C.), l'esercito di ribelli si accampò e saccheggiò in due tornate le campagne e le vallate nei dintorni di Nocera.
Probabilmente in età augustea (nel 42 a.C.?), la città divenne colonia. Chiamata Nuceria Constantia, fu inserita nella tribù Menenia. Ancora in quest'epoca vi si scriveva e parlava anche greco, all'epoca segno di distinzione culturale.
L'impianto urbanistico della città romana "coincide con le attuali vie Porta Romana, San Pietro Santa Maria Maggiore, Pareti, Pucciano, strada statale n. 18, Trieste-Petrosino, Milano-Mercato, Santacroce-Fratelli Fresa".
Fino al terremoto di Pompei del 62 e alla eruzione del Vesuvio del 79 che seppellì Pompei, Ercolano e Stabiae, tutta la piana dell'attuale agro attraversò un florido periodo di tranquillità, ricoperta da ville rustiche romane dedite all'agricoltura ed in particolare alla produzione di vino. La cenere e i lapilli prodotti da quella storica eruzione distrussero una buona parte dei vitigni.
Dall'inizio del I secolo una grave crisi sia economica che culturale investì tutta la Campania, accentuata da alcuni forti terremoti e devastanti epidemie. La catastrofe successiva all'esplosione del Vesuvio del 79 d.C., la progressiva decadenza dei centri interni dell'Italia meridionale e della Campania nel II-III secolo d.C., contribuirono ad un lento declino del centro.
Fu sede vescovile, già dal III secolo d.C. e il primo vescovo fu san Prisco, il cui culto è ricordato da San Paolino di Nola in un suo carme. Durante la guerra greco-gotica a pochi chilometri, lungo le sponde del fiume Sarno, per mesi Bizantini e Goti si fronteggiarono fino all'epilogo della guerra nella battaglia dei Monti Lattari.

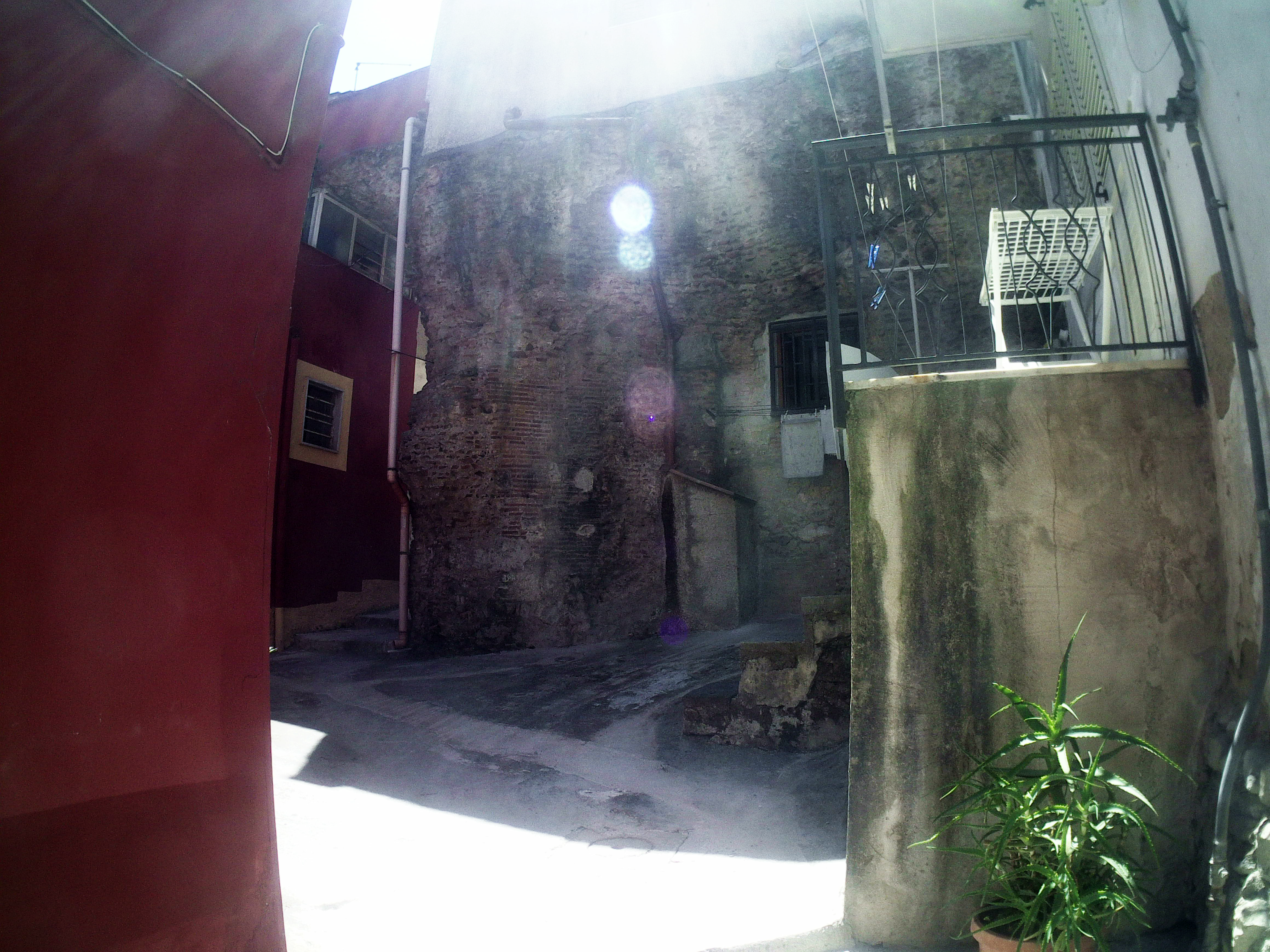
Resti di un edificio romano presso Pareti

### La decadenza
La città fu ancora attiva sotto l'amministrazione bizantina, il cui tentativo di dare nuovo impulso è testimoniato dall'erezione dello splendido battistero di Santa Maria Maggiore, uno dei rari esempi in Italia di battistero in età giustinianea.
La progressiva conquista da parte dei Longobardi dell'agro nocerino pose fine al rilancio della città come centro eminente dell'area: ne è un segno l'assenza di una cattedrale nei pressi del battistero.
Venuta meno la sua funzione urbana e amministrativa, perduta a favore di Sarno, inutilizzate e in parte dirute le mura urbane a seguito delle successive guerre tra i Longobardi e i ducati bizantini di Amalfi e Sorrento, gli abitanti andarono a rimpinguare i più recenti nuclei abitativi nel resto dell'agro e in Costiera amalfitana, mentre solo una parte andò a costituire un ampio borgo difeso verso la "Collina del Parco" (attuale Nocera Inferiore), già sede di un mercato.

## Monumenti principali
Della città antica si conservano alcuni resti.
L'impianto urbanistico occupava un'area di 1 200 x 950 m, ed era regolare, con strade rettilinee che si incrociano ad angolo retto.

### Battistero Paleocristiano di Santa Maria Maggiore detto "La Rotonda"

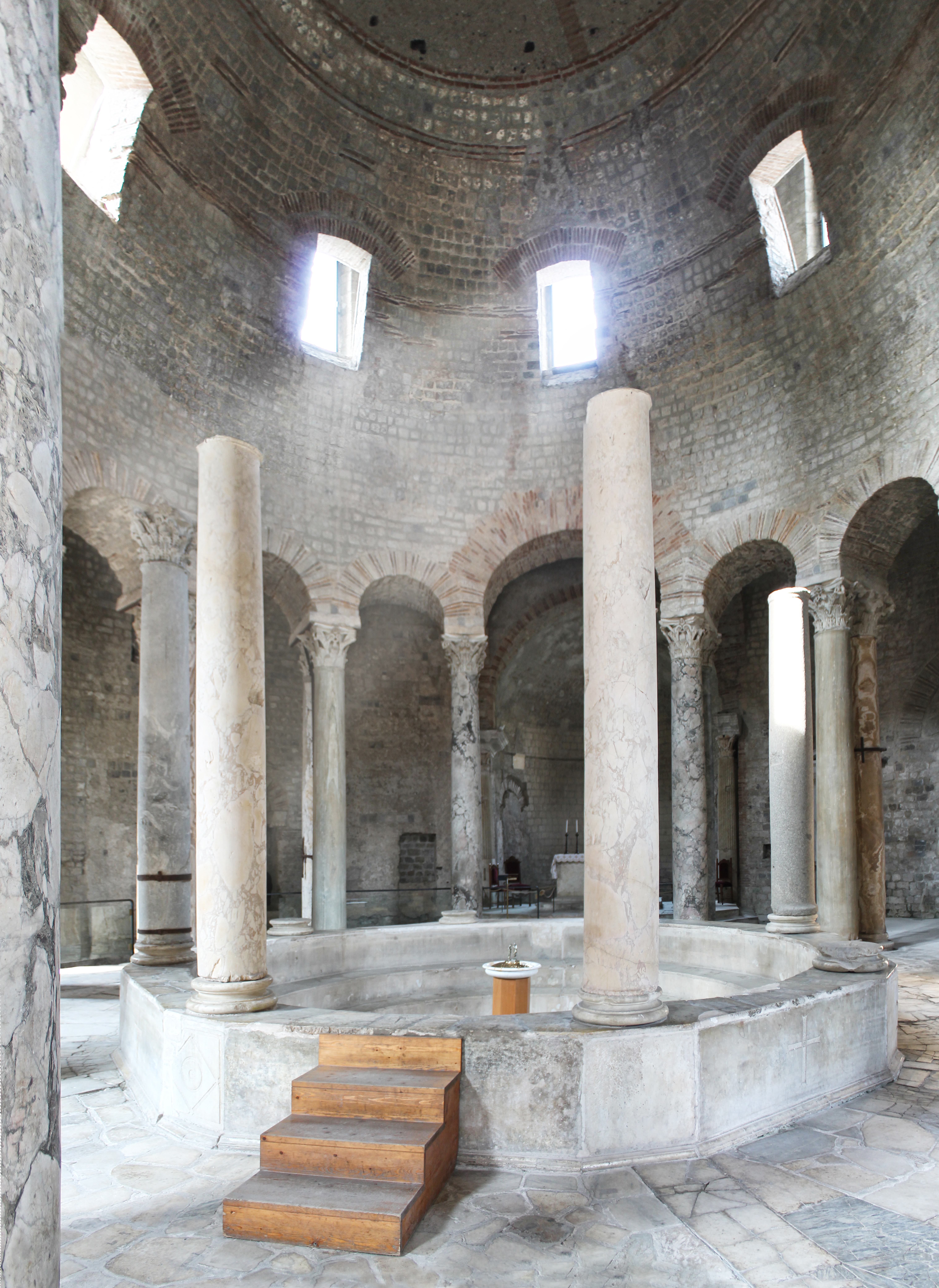
Interno del Battistero paleocristiano di Santa Maria Maggiore.

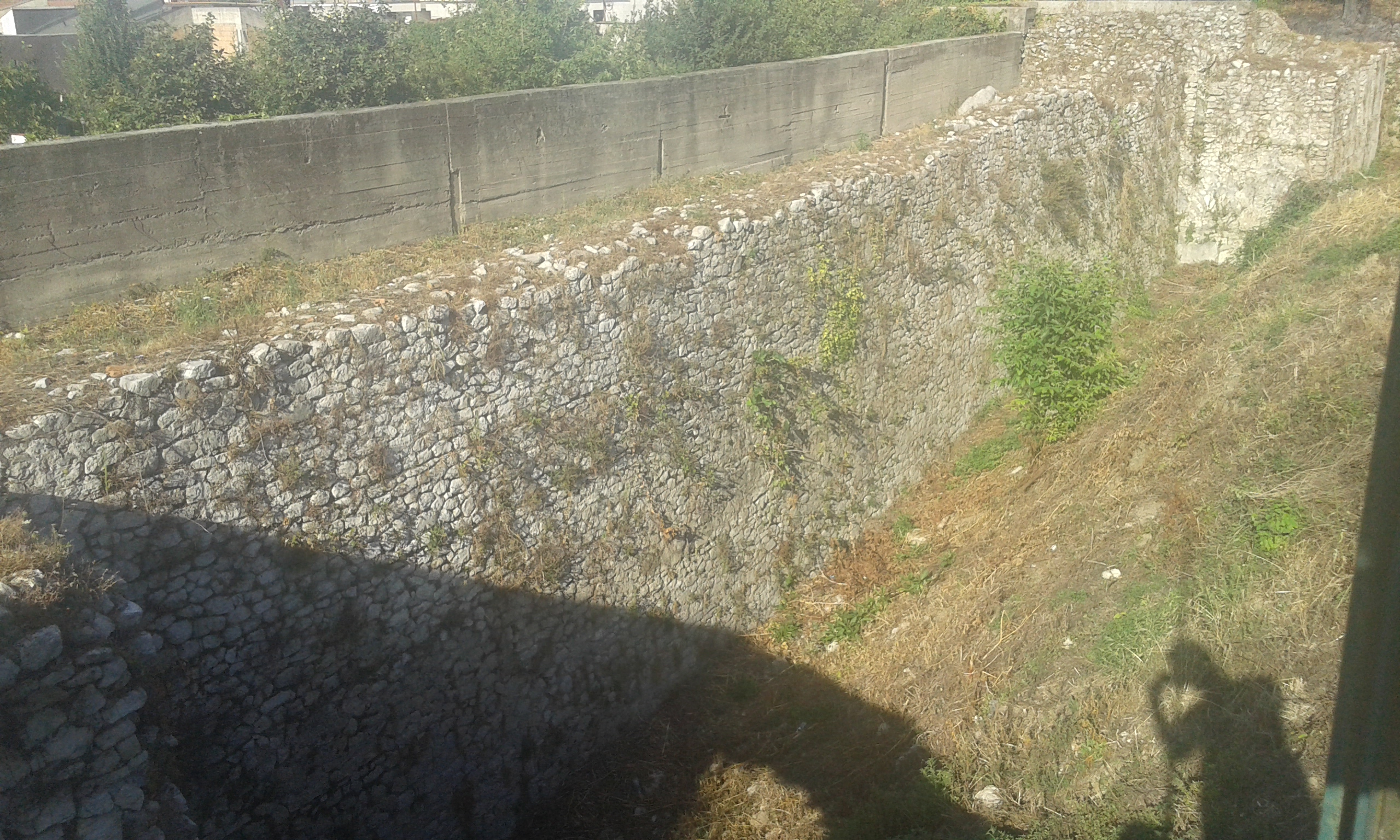
Tratto di mura con la Torre

Il battistero a pianta circolare, con doppio anello (analogo alla Chiesa di Santa Costanza di Roma, originariamente mausoleo di Costanza) venne costruito dai Bizantini nella seconda metà del VI secolo sui resti di un edificio termale.
L'edificio reimpiega materiali più antichi, sia nello spesso cilindro esterno, sia per le quindici coppie di colonne che delimitano lo spazio centrale e sostengono la cupola.
Al centro la vasca battesimale (seconda in Italia per ampiezza) si presenta ottagonale all'esterno e circolare all'interno, circondata da otto colonne (cinque originali).
Rappresenta, probabilmente, un tentativo della città di riacquisire l'antico splendore attraverso la realizzazione di un monumento importante.

### Mura e torri dell'antica cinta muraria
Le mura cittadine, a doppia cortina, furono costruite nel II secolo a.C. ed hanno uno spessore di 1,5 m e un'altezza di 5 m, mentre la distanza tra le due cortine corrisponde a circa 12 m.
- Un loro tratto si conserva presso un campo sportivo con una torre di Nocera Superiore, in una località che non a caso, si chiama "Pareti", illuminata da feritoie e con numerosi materiali di reimpiego ai piani superiori, pertinenti ad una struttura medioevale, alla quale appartengono forse una cisterna e vasche.
- Una seconda torre, detta oggi "Cantina Vecchia", si conserva sul lato orientale.

### Sito archeologico Domus del decumano

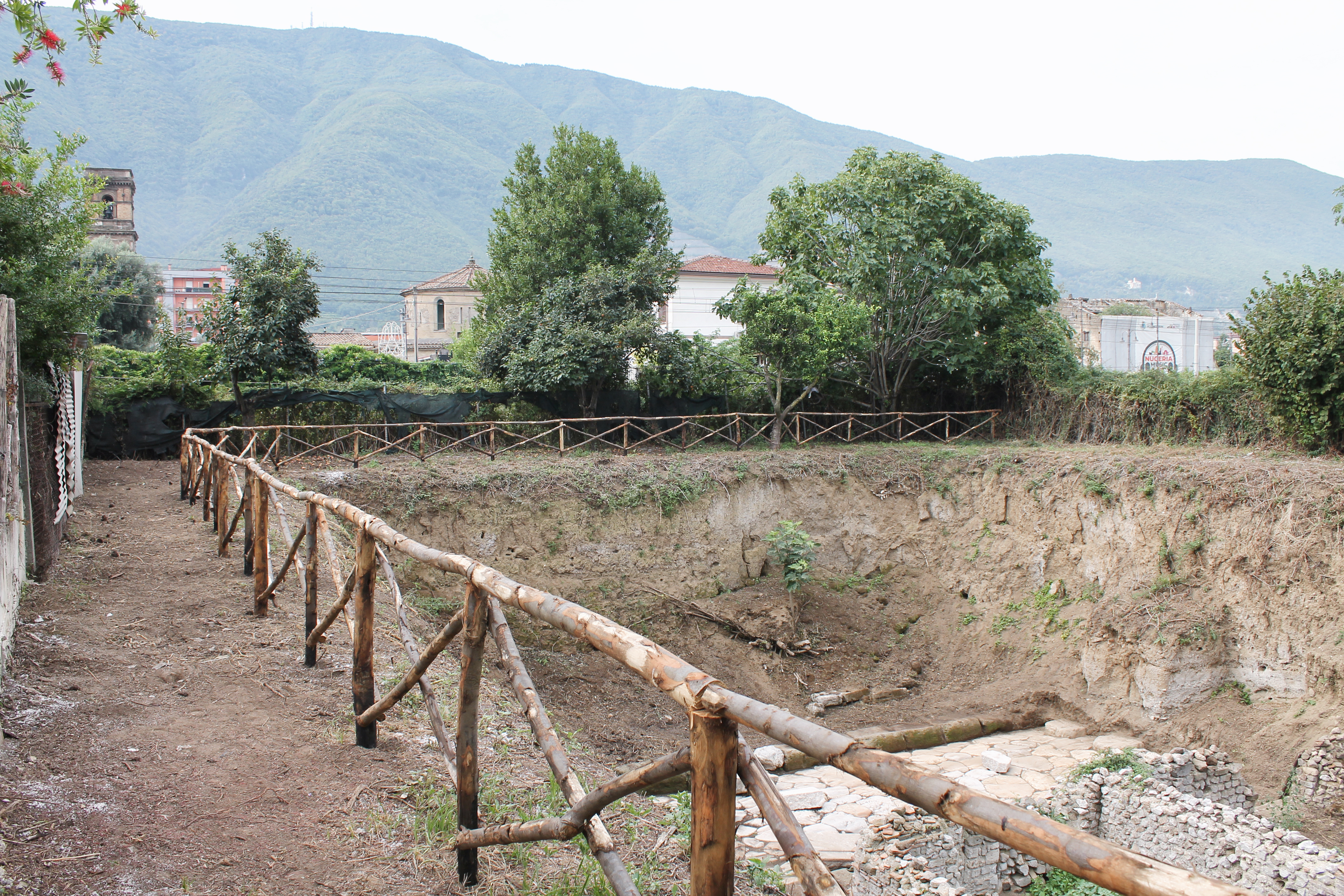
Sito archeologico Domus del decumano

In un’area non lontana dal Battistero paleocristiano di Santa Maria Maggiore, in località San Clemente, sorge la Domus cosiddetta del decumano, uno dei luoghi archeologici più importanti e rilevanti per la comprensione dell’antica città di Nuceria.
Il sito, fu scoperto nel 1979 e indagato fino al 1984. Gli scavi archeologici misero in luce parte di un'insula della città romana con i resti di una domus e un tratto di uno dei decumani della città, il decumano inferiore. All'interno della domus sono visibili ancora parte degli affreschi che la decoravano e pavimentazioni in cocciopesto e mosaico di tipo geometrico bianco e nero o policromo. Il sito ha restituito anche una decina di sepolture cristiane del VI secolo, di cui oggi visibili solo quattro.
L’imponente strada, invece, è parte del decumano inferiore (uno dei tre più importanti assi viari della città romana insieme al decumano superiore e al cardo massimo) ed è formato da grossi basoli di pietra che conservano ancora le tracce del passaggio dei carri e parte di un attraversamento pedonale. Ad oggi è l'unico tratto viario lastricato conservato dell'antica Nuceria.

### Teatro ellenistico-romano in località Pareti

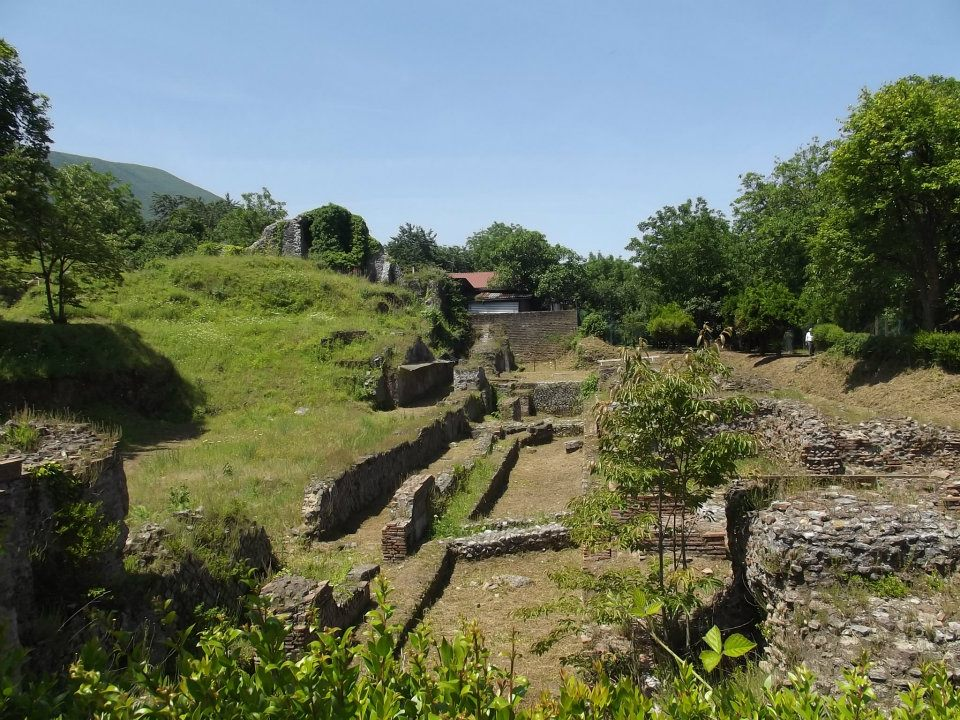
Resti del teatro di Pareti

Il teatro ellenistico-romano di Nuceria venne edificato nel II secolo a.C. Fu individuato e portato alla luce tra la fine degli anni settanta ed i primi anni ottanta del secolo scorso nella zona tra Pareti e Pucciano.

### Anfiteatro romano in località Grotti

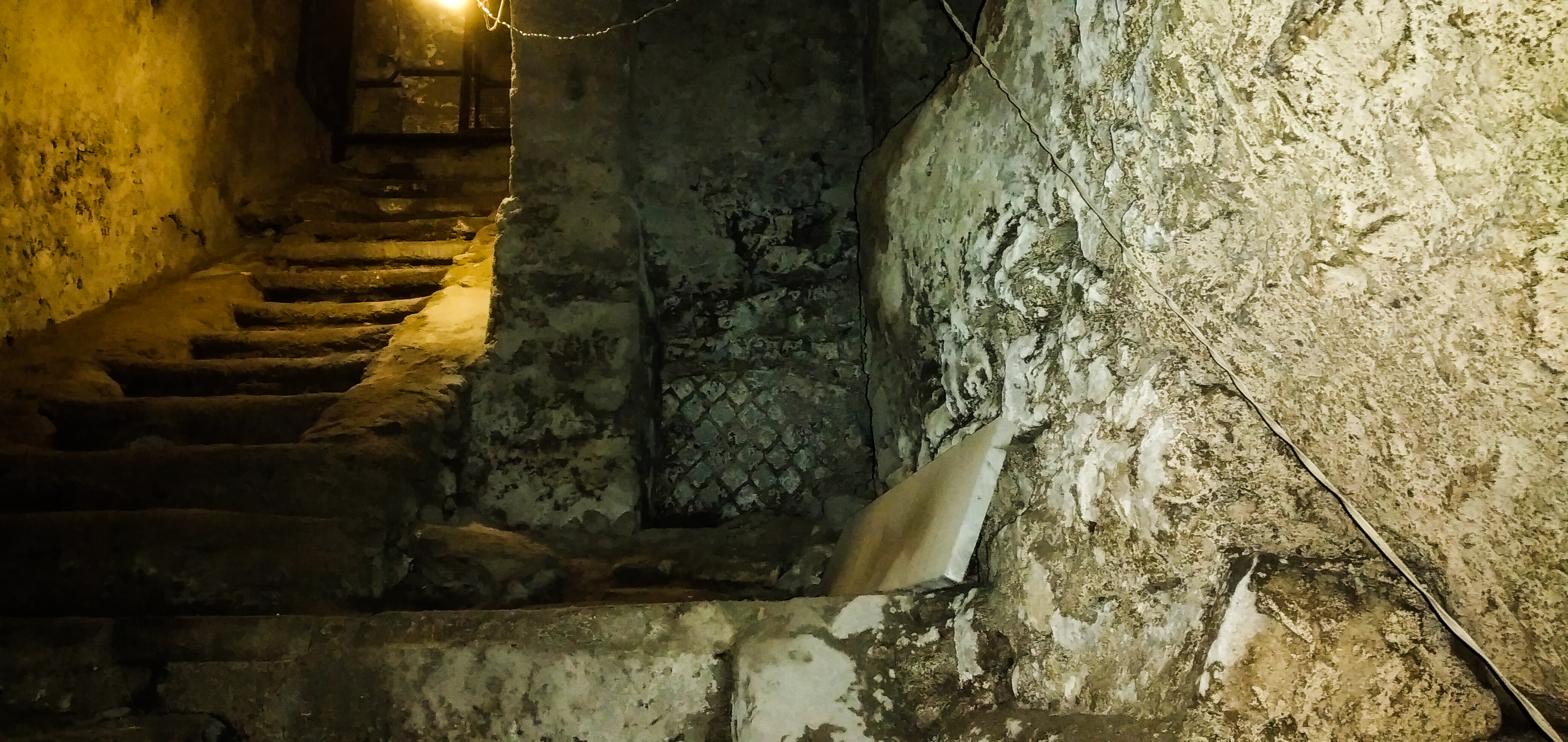
Resti dell'Anfiteatro

Si conservano alcune strutture dell'anfiteatro, attualmente inglobate in abitazioni più recenti, scoperte nel 1926. Le strutture visibili sembrano datarsi intorno alla metà del I secolo a.C. o in età augustea, con rifacimenti della fine del I secolo d.C.
Interessante il toponimo anche in questo caso: il quartiere in cui attualmente si conserva il sepolto anfiteatro si chiama "Grotti" e si trova a ridosso dei comuni delle due Nocera. Le "grotte" non sono altro che gli ambienti voltati (vomitoria) della struttura che, sottinterrati, venivano scoperti durante le fondazioni delle strutture successive.
Attraverso la disposizione curvilinea della strada, l'andamento ellittico delle abitazioni sovrastanti e le esplorazioni nelle cantine delle stesse case, si è potuto ricostruirne la dimensione: l'anfiteatro era lungo 125 metri e largo 102.

### Necropoli in località Pareti
La necropoli più importante di Nuceria è stato rinvenuta a sud della città, ai piedi del monte Albino, in località Pareti, a metà del XIX secolo. Sotto a sepolture in tegola, di epoca romana, vennero individuati vari sepolcri, sovente in tufo di Fiano o in pietra calcare del monte Albino. In questi sepolcri furono ritrovati vasi dipinti, o di bronzo; e vari oggetti di ferro, di piombo, e di altri metalli. Un secolo dopo, a partire dagli anni 1950, il direttore dei Musei Provinciali di Salerno Venturino Panebianco intraprese uno scavo archeologico nella necropoli di Pareti, mettendo alla luce più di un centinaio di sepolture del VI e V secolo a.C. e altre del periodo sannita, ossia del IV e III secolo a.C. Gli scavi sono durati fino al 1971, rivelando, nei corredi funerari delle inumazioni, anfore di provenienza etrusca, a testimonianza di contatti della città con l'Etruria.

### Necropoli monumentale in località Pizzone

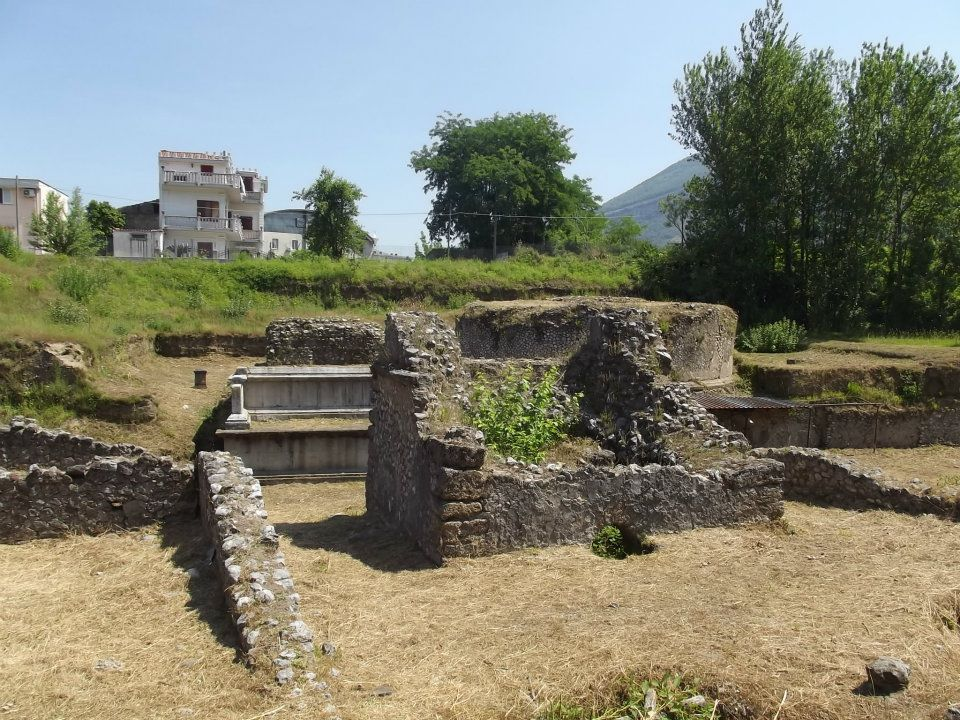
Necropoli di Pizzone

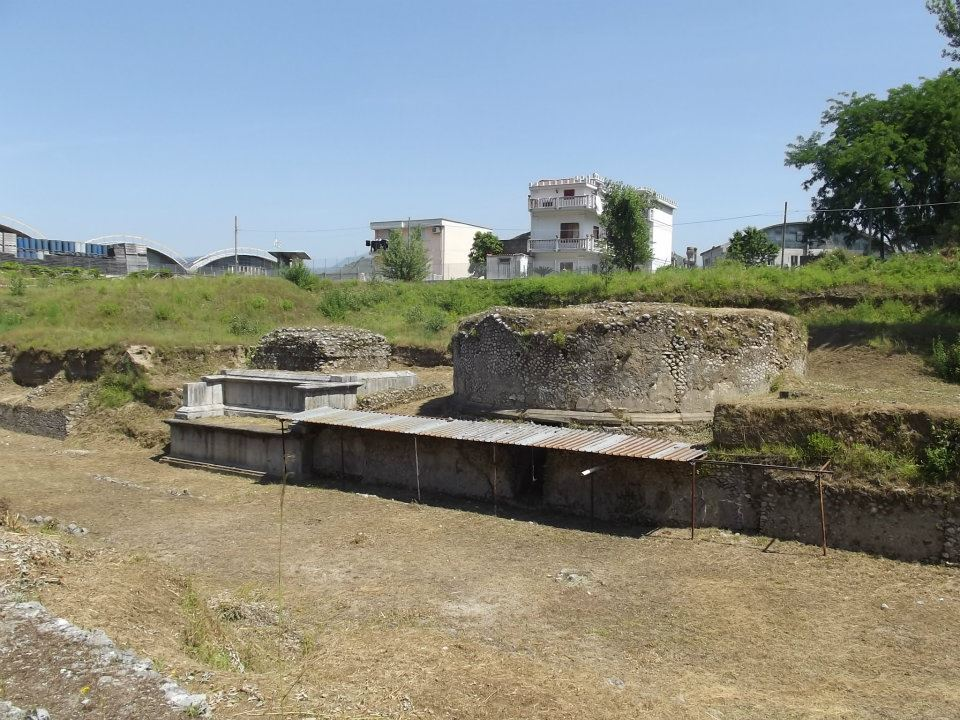
Necropoli di Pizzone

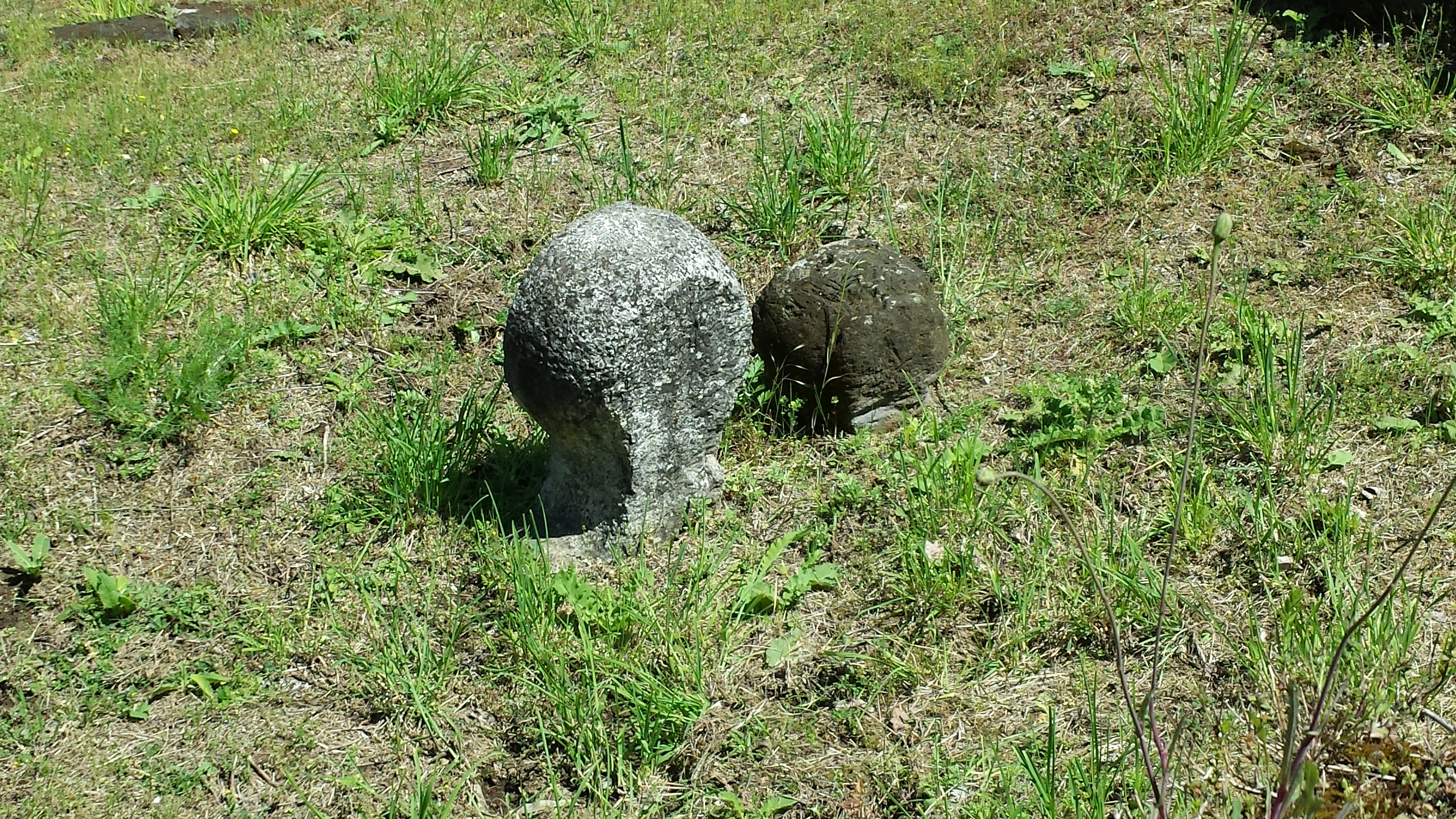
Columelle presso la necropoli di Pizzone

La scoperta della necropoli monumentale di Pizzone, in località Taverne, si deve al sistematico controllo del territorio da parte dell'Ufficio scavi di Nocera della Soprintendenza per i Beni Archeologici di Salerno. Essa è stata individuata in località Pizzone, a 800 metri dalla mura orientali della città, lungo il tracciato della via Popilia.
Risale al I secolo a.C. Gli scavi condotti dal 1994 al 1997 hanno permesso di portare alla luce monumenti funerari i quali erano collocati ai lati di un asse stradale realizzato con il taglio artificiale (profondo 3 metri e largo quasi 10) del piano di calpestio originario. I monumenti affiorati si collocavano lungo i lati della strada come avveniva di consueto nel mondo romano quando i sepolcri erano posti lungo tracciati vari. In tal modo i viaggiatori avevano l'opportunità di leggere i messaggi scritti sulle loro tombe per rivolgere loro una preghiera o un pensiero. All'interno dei recinti funerari, alcune tombe singole sono segnalate da columelle.
Degli edifici funerari, quello a tumulo, edificato dalla gens Numisia, ricorda il mausoleo di Augusto a Roma. Ad esso si affianca il mausoleo della gens Cornelia che richiama il consimile monumento di Porta Marina ad Ostia con la parte inferiore quadrata, sormontata da un tholos. Un terzo edificio, a pianta quadrata, della gens Lutatia, è collegato alla strada sottostante da due scale scenografiche.

### Necropoli in località San Clemente
La necropoli di San Clemente è un complesso di sepolture riferibili alla prima epoca imperiale (I secolo d.C.) e ad epoca tardo-imperiale (IV-V secolo). 
Vi sono, inoltre, alcuni ritrovamenti appartenenti a una fase più antica, di epoca ellenistica, ancora poco esplorati. 
Alcune epigrafi permettono di fare luce sull'esistenza e il radicamento di una comunità ebraica a Nuceria.

### Necropoli di Piazza del Corso (Nocera Inferiore)
L'indagine archeologica ha messo in luce i resti di una villa rustica di II secolo a.C. (parzialmente obliterata dalla chiesa di San Matteo).
In età repubblicana l'area ospitò un edificio sacro di cui resta una piattaforma rettangolare a blocchi squadrati. Nel III secolo d.C., nel recinto del tempio pagano, un veterano della Legione Gemina, forse convertito al cristianesimo, costruì la sua tomba di famiglia.
È presente, ma non indagata, una necropoli a cappuccina.

### Rinvenimenti
Reperti rinvenuti a Nuceria Alfaterna nel XIX secolo sono conservati nel Museo archeologico nazionale di Napoli. 
Una statua di Atena, rinvenuta in un'esedra addossata alle mura cittadine, della metà del I secolo d.C. e i corredi tombali della necropoli di Nuceria Alfaterna (scavi del 1957) sono conservati nel Museo archeologico dell'agro nocerino, a Nocera Inferiore. Il famoso stamnos a figure rosse del pittore di dinos che rappresenta un corteo dionisiaco e conservato al museo Nazionale di Napoli è tradizionalmente considerato proveniente da Nuceria Alfaterna.

### Fonti
- Appiano di Alessandria, Bellum Civile
- Polibio, Storie, XXXIV
- Procopio di Cesarea, Storia delle guerre, VIII
- Publio Virgilio Marone, Eneide
- Servio, Ad Aeneida
- Servio, ad locum
- Silio Italico, Punica, Libro VIII, 536-537.
- Strabone, Geografia, V
- Tito Livio, Ab Urbe condita, Libro VIII

### Approfondimento
- Belsito Francesco, Storia di Nocera. Monumenti, personaggi, leggende, Angri, 2013 ISBN 978-88-97741-19-0
- Caterina Cicirelli, Claude Albore Livadie (a cura di), L'abitato protostorico di Poggiomarino Località Longola. Campagne di Scavo 2000-2004, Tomo I, L'Erma di Bretschneider, 2008
- Dé Spagnolis Marisa, Pompei e la Valle del Sarno in epoca pre-romana: la cultura delle Tombe a Fossa, Roma 2001, ISBN 88-8265-146-0
- Fortunato Teobaldo (a cura di), Nuceria, scritti in onore di Raffaele Pucci, Postiglione (SA), 2006
- Fresa Matteo, Fresa Alfonso, Nuceria Alfaterna in Campania, Napoli, 1974
- Pecoraro Antonio (a cura di), Nuceria Alfaterna e il suo territorio, dalla fondazione ai Longobardi, volumi I-II, 1994
- Osanna Massimo, Stéphane Verger (a cura di), Pompei e gli etruschi, Mondadori Electa, Milano, 2018, ISBN 978-88-918-1995-6
- Orlando Gennaro, Storia di Nocera de' Pagani, Napoli, 1888
- Romito Matilde, Museo Archeologico Provinciale dell'Agro Nocerino nel Convento di Sant'Antonio. Vecchi scavi, nuovi studi, Grafite Edizioni, Salerno, 2005
- Russo Mario, Sorrento una nuova iscrizione paleoitalica in alfabeto nucerino, Capri, 2005 ISBN 88-89097-04-3